# Тимашевка (Казахстан)
Тима́шевка (каз. Тимашевка) — село у складі Атбасарського району Акмолинської області Казахстану. Адміністративний центр Ярославського сільського округу.
Населення — 504 особи (2021; 738 у 2009, 925 у 1999, 1196 у 1989).
Національний склад станом на 1989 рік:
- росіяни — 31 %;
- українці — 23 %;
- німці — 20 %.

У радянські часи село називалось також Тимошевка.